# Autosan Sancity 12
Les Autosan Sancity 12LE & LF sont des autobus urbains à plancher plat et bas fabriqués par le constructeur polonais Autosan à partir de 2011.
Le premier de ces véhicules, le Sancity 12LE, lancé en 2009, a bénéficié d'améliorations importantes et a été renommé Sanitary 12LF. Il a été présenté le 20 mai 2010 lors de la Foire de Sosnowiec en Silésie mais sa fabrication n'a débuté qu'en 2011.

## Histoire
Après la faillite de la société Jelcz en 2008, principal constructeur polonais d’autobus urbains de différentes classes du groupe Polsky Autobusy, Autosan a été missionné pour concevoir une nouvelle série d'autobus modulaires à plancher bas. 

## Autosan Sancity 12LE

### Histoire
Le prototype du modèle Autosan M12LE Sancity, destiné aux liaisons interurbaines a été présenté le 16 septembre 2009 lors du Salon TransExpo 2009 de Kielce. Le même autobus a également été présenté lors du Busworld 2009 à Courtrai en octobre 2009. Le premier véhicule de série Autosan Sancity 12LE a été livré en octobre 2010. 
Dans le groupe Polskye Autobusy, il succède au Jelcz M121I. Il a été remplacé par le Sancity 12LF. 

### Caractéristiques
Le Sancity 12LE est équipé d'un moteur diesel turbocompressé Cummins ISB6.7e5 250B Euro 5, 6 cylindres en ligne avec une cylindrée de 6,7 litres développant une puissance maximale de 184 kW / 250 ch DIN à 2 300 tr/min placé longitudinalement à l'arrière. En option, des moteurs Iveco Cursor sont souvent demandés par la clientèle. 
La boîte de vitesses automatique est une ZF 6AP1200 Ecolife à 6 vitesses avec ralentisseur. En option, les boîtes automatiques Allison et Voith sont disponibles. Les essieux ZF avec freins à disque sont montés sur une suspension avant indépendante et pneumatique à l'arrière. 
La capacité du bus, en fonction de l'aménagement intérieur, peut atteindre 110 passagers dont 29 à 41 assis et 56 à 81 debout. 

## Autosan Sancity 12LF
Par rapport au modèle Sanary 12LE présenté un an auparavant, le Sanary 12LF est identifiable extérieurement dans le traitement de sa partie arrière. Structurellement, il comporte un plancher bas sur toute la longueur situé 12 cm plus bas avec un moteur Iveco Cursor Euro 6. 

### Caractéristiques
Le châssis de l'autobus est composé d'un treillis en profilés carrés et rectangulaires soudés en acier avec un traitement contre la corrosion. La carrosserie extérieure est en aluminium et les faces avant arrière et le toit sont en matériaux composites. Le véhicule a une capacité de 110 passagers dont 27 à 41 assis, selon la configuration. 
La partie mécanique fait appel à un moteur diesel Iveco Cursor 78 Euro6, 6 cylindres en ligne de 7 790 cm3 de cylindrée développant une puissance maximale de 213 ou 243 kW (290 ou 330 ch DIN) à 2 050 tr/min et un couple maximal de 1 400 N m entre 1 125 et 1 600 tr/min accouplé à une boîte de vitesses automatique Voith Diwa5 ou ZF Ecolife avec ralentisseur.
Les essieux sont d'origine allemande ZF. La suspension du véhicule est entièrement pneumatique contrôlée par le système électronique ECAS, qui permet de régler la hauteur de la garde au sol du châssis et d’incliner le côté droit de la carrosserie pour faciliter l'accès. 